# Richard Shelton
Pour les articles homonymes, voir Shelton.
Richard Shelton, né le 24 juin 1933 à Boise et décédé le 29 novembre 2022, est un écrivain et poète américain. Il était professeur émérite de langue anglaise à l’université de l’Arizona.

## Biographie
Shelton naît le 24 juin 1933 à Boise, dans l'État de l'Idaho. Il écrit neuf livres de poésie ; son premier recueil de poèmes, The Tattooed Desert (français : Le Désert tatoué), remporte le prix américain du Forum international de poésie. Ses mémoires de 1992, Going Back to Bisbee (français : Retour à Bisbee), qui ont fait partie de la liste des livres notables du New York Times en 1993, ont été nommées pour le concours One Book Arizona en 2007. Shelton a également remporté le Western States Book Award for Creative Nonfiction en 1992 pour Going Back to Bisbee. En 2000, Shelton reçoit une donation de 100 000 dollars de la Lannan Foundation pour terminer deux de ses livres.
Ses poèmes et ses œuvres en prose ont été publiés dans plus de deux cents magazines et revues, dont The New Yorker, The Atlantic, The Paris Review et The Antioch Review. Ils sont traduits en espagnol, français, suédois, polonais et japonais.
En 1974, Shelton établit un atelier d'écriture à la prison d’État de l’Arizona, et un certain nombre de livres de prose et de poésie écrits par des prisonniers dans les ateliers de la prison de Shelton ont été publiés, y compris des œuvres de Jimmy Santiago Baca et de Ken Lamberton. Shelton dirigeait trois ateliers d'écriture dans trois unités de la prison d'État d’Arizona. Son dernier livre, Crossing the Yard : Thirty Years as a Prison Volunteer (français : Trente ans comme bénévole pour la prison), porte sur cette expérience. Ce dernier livre a remporté le prix Southwest Books of the Year 2007.
Shelton décède le 29 novembre 2022, à l’âge de 89 ans.